# Meonis
Meonis is een geslacht van kevers uit de familie van de loopkevers (Carabidae). De wetenschappelijke naam van het geslacht is voor het eerst geldig gepubliceerd in 1867 door Castelnau.

## Soorten
Het geslacht Meonis omvat de volgende soorten:
- Meonis amplicollis Sloane, 1915
- Meonis angusticollis Sloane, 1911
- Meonis angustior Baehr, 2007
- Meonis ater Castelnau, 1867
- Meonis carteri Baehr, 2007
- Meonis convexus Sloane, 1900
- Meonis cordicollis Baehr, 2007
- Meonis interruptus Baehr, 2007
- Meonis magnus Baehr, 2007
- Meonis minor Sloane, 1916
- Meonis niger Castelnau, 1867
- Meonis quinquesulcatus Baehr, 2007
- Meonis semistriatus Sloane, 1916
- Meonis styx Baehr, 2007
- Meonis subconvexus Baehr, 2007
- Meonis uncinatus Baehr, 2007